# Мониторы типа «Шквал»
Монито́ры ти́па «Шквал», башенные канонерские лодки типа «Шквал» — серия русских башенных канонерских лодок, а впоследствии советских мониторов, служивших в составе Амурской военной флотилии. 
До Октябрьской революции башенные канонерские лодки типа «Шквал» также назывались речными канонерскими лодками 2-го ранга (башенными). Башенные канонерские лодки типа «Шквал» были первыми в мире бронированными речными кораблями с дизельными двигателями (теплоход), а также самыми мощными кораблями на Амуре. Одна из башенных канонерских лодок данного типа «Гроза» погибла во время Гражданской войны.

## История
Опыт Японской войны показал, что на Амуре необходимо иметь корабли специальной постройки с крупнокалиберной артиллерией. Конкурс на разработку проекта таких кораблей выиграл проект четырёхбашенной бронированной канонерской лодки инженеров Балтийского судостроительного и механического завода. Завод получил от «Комитета прибрежной обороны» заказ на сумму 10,92 миллиона рублей.
Речные башенные канонерские лодки типа «Шквал» проектировали специально для Амурского бассейна, где отсутствовала сеть угольных станций, а почти единственная база была в Хабаровске. Это впервые в мире определило использование дизельной силовой установки. Проект разрабатывали по опыту и русско-японской воины и требованиям Главного Морского Штаба. Потом его значительно усовершенствовали конструкторы и инженеры Балтийского завода.
В 1907 году Морское министерство Российской империи заказало постройку восьми бронированных башенных канонерских лодок водоизмещением по 976 т для вновь созданной флотилии, формировавшейся для защиты устья Амура и берегов мелководного Татарского пролива.
Перед проектировщиками башенных канонерских лодок были очень жесткие условия: осадка не должна была быть выше 1,2— 1,4 м, запаса топлива должно было хватить для перехода из Хабаровска в Благовещенск и обратно и на канлодках требовалось установить дальнобойные орудия крупного калибра, броню, обеспечивавшую защиту от огня полевых пушек и обеспечить скорость не менее 10 узлов.
При проектировании выяснили, что всем этим требованиям можно удовлетворить лишь при том, если установить на канонерских лодках дизельные двигатели.

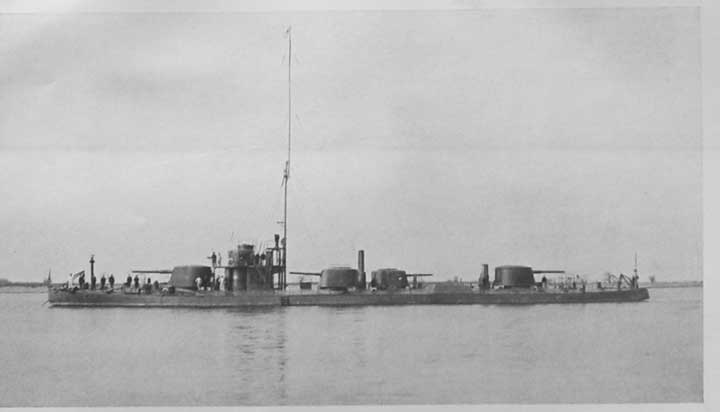
Башенная канонерская лодка «Шквал» 1911. До снятия двух 152-мм орудий из носовой и кормовой башен

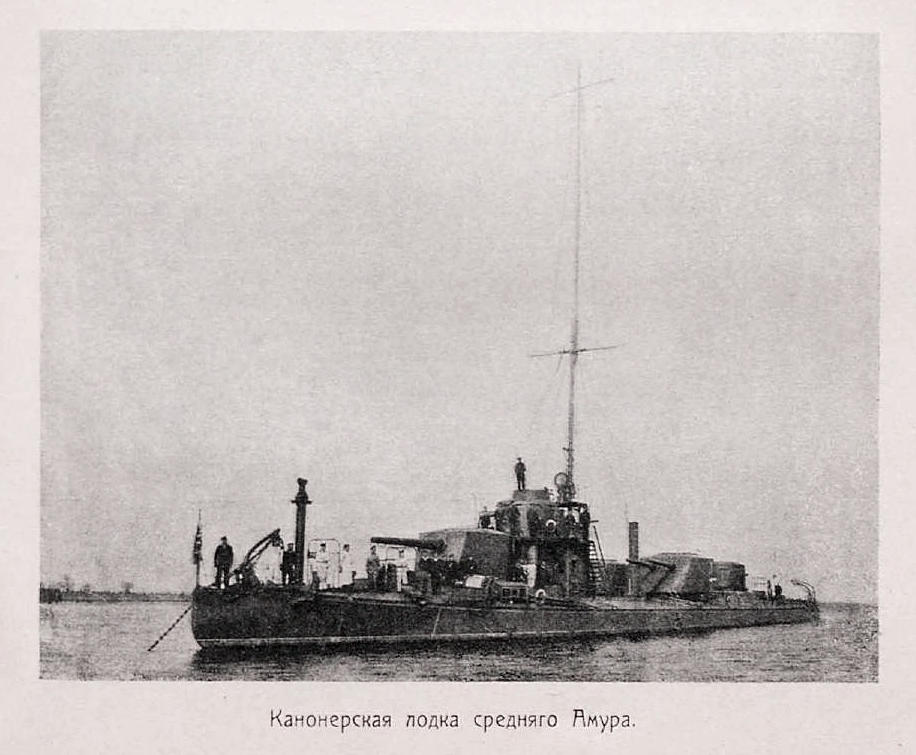
Башенная канонерская лодка «Шквал» 1912. До снятия двух 152-мм орудий из носовой и кормовой башен

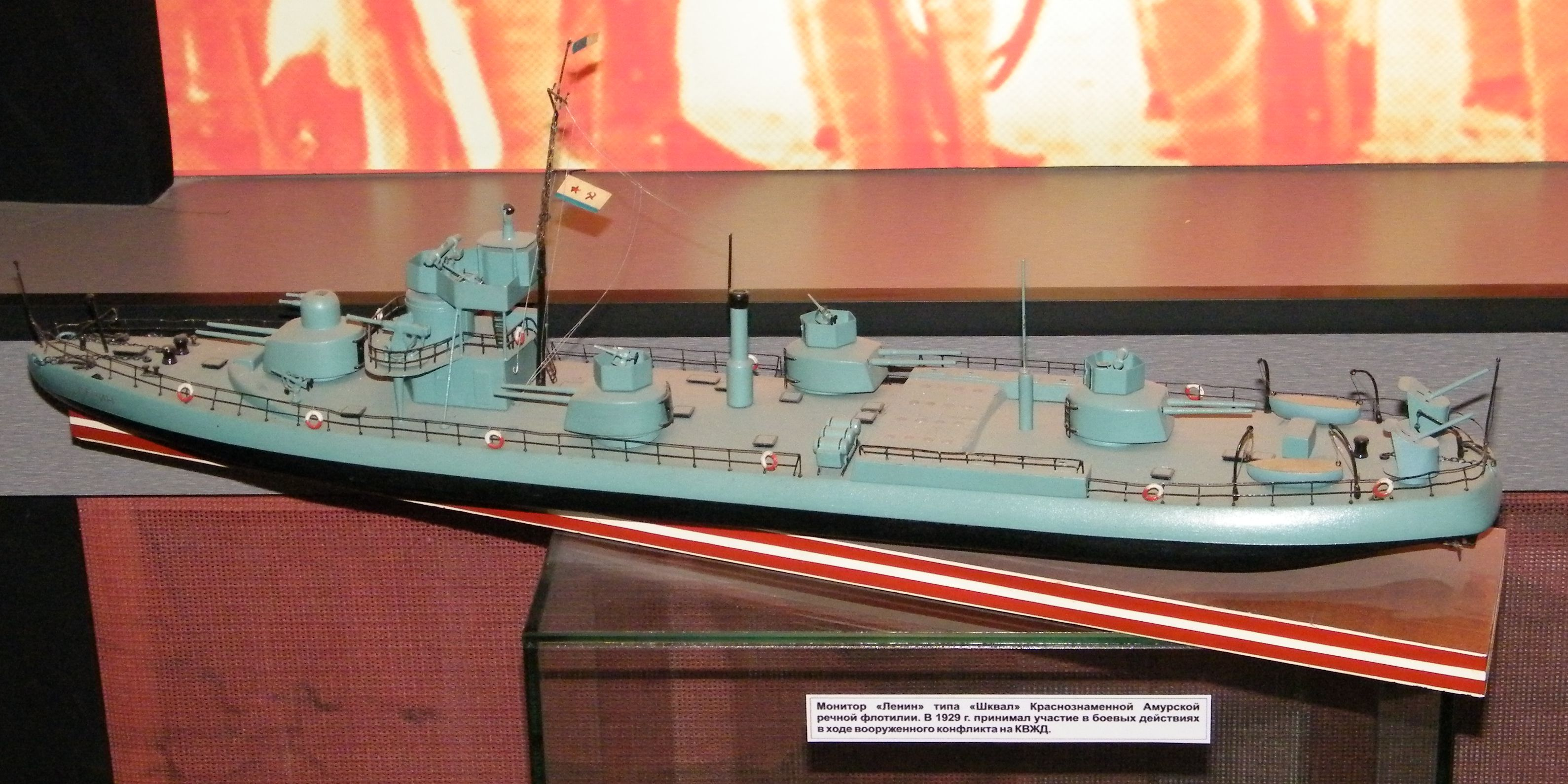
Модель монитора «Ленин» на 1945 год. Во всех башнях установлены парные 120-мм орудия

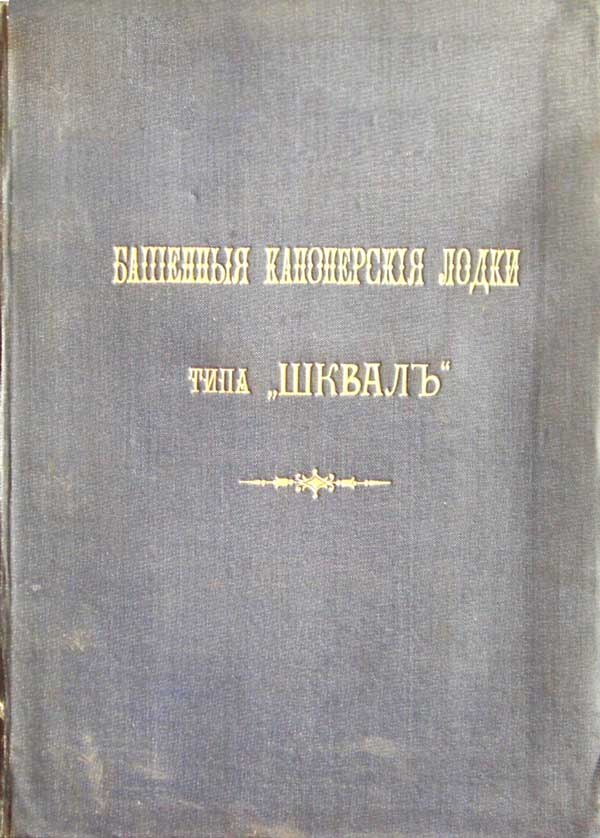
Обложка книги К. Э. Черницкий, Е. Р. Эльцберг., Башенные канонерские лодки типа «Шквал», Санкт-Петербург, 1911 год.

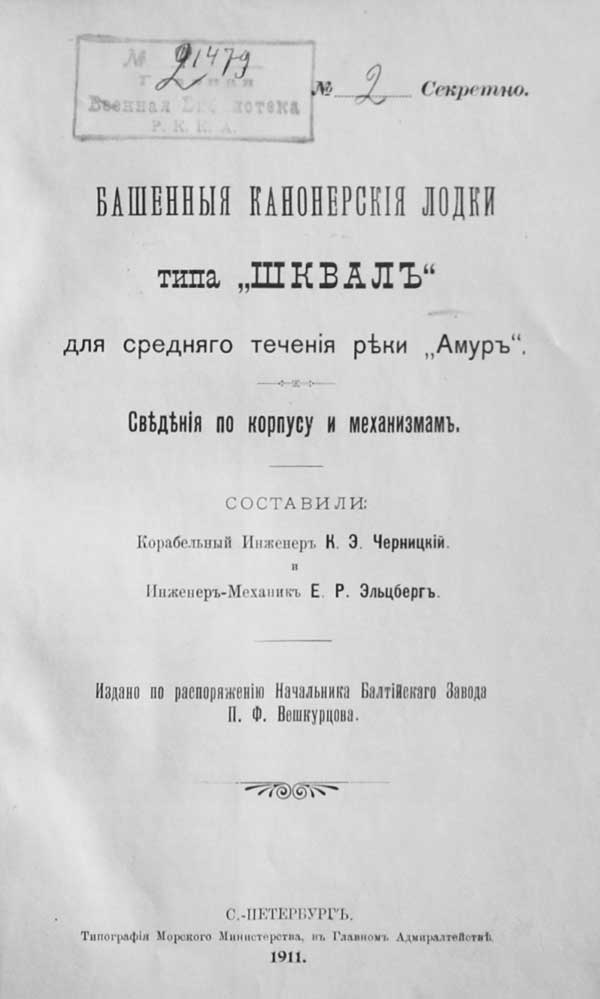
Титульный лист книги К. Э. Черницкий, Е. Р. Эльцберг., Башенные канонерские лодки типа «Шквал», Санкт-Петербург, 1911 год.

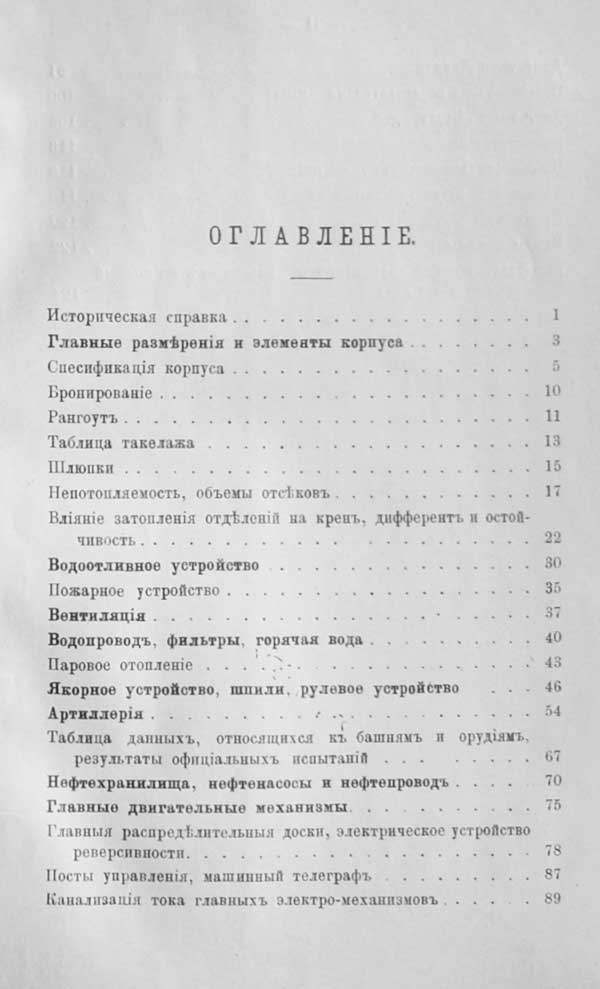
Оглавление книги К. Э. Черницкий, Е. Р. Эльцберг., Башенные канонерские лодки типа «Шквал», Санкт-Петербург, 1911 год.

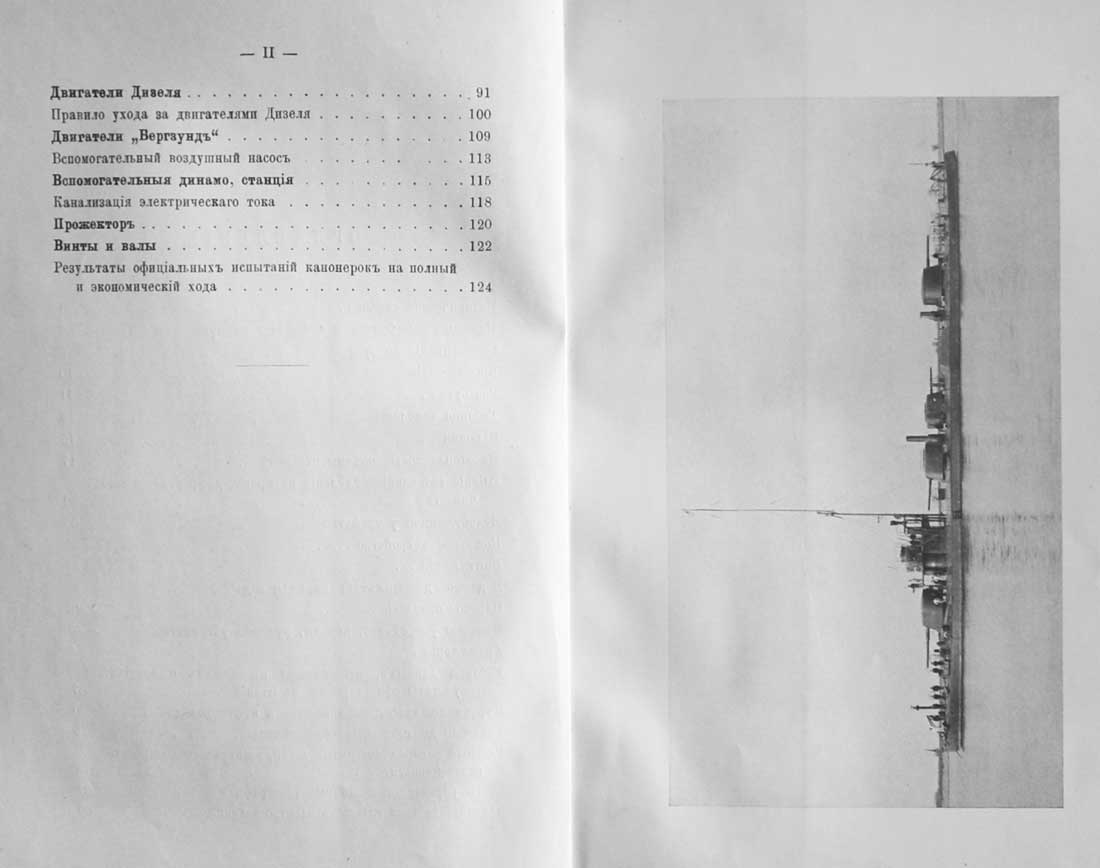
Продолжение оглавления и фото канонерской лодки в книге К. Э. Черницкий, Е. Р. Эльцберг., Башенные канонерские лодки типа «Шквал», Санкт-Петербург, 1911 год.

Все мониторы были заложены 14 июля 1907 года в Санкт-Петербурге на Балтийском заводе как бронированные речные канонерские лодки в соответствие с договором от 12 мая 1907 года между Особым комитетом по организации прибрежной обороны и Правлением Балтийского судостроительного и механического завода на постройку для Морского министерства восьми канонерских лодок с окончательной сдачей их на реке Амур. Все части корпусов семи из восьми лодок сначала были собраны на болтах в Петербурге, затем в разобранном по секциям виде перевезены на Дальний восток на временную сборочную верфь на реке Шилка около Сретенска, где вновь собраны и спущены на воду 28 и 29 июня 1909 года. Наблюдающий за сборкой — корабельный инженер Ф. А. Перетягин. После этого суда отбуксировали в Осиповскую протоку около города Хабаровска для достройки, установки механизмов и артиллерии. Канонерка «Шквал» была спущена на воду дважды: первый раз 26 июня 1908 года в Петербурге, где прошла серию испытаний, и второй раз после перевозки в разобранном виде и сборки 5 июня 1910 года уже на Осиповской протоке. Приказом по Морскому ведомству № 95 от 28 апреля 1908 года было объявлено, что по высочайшему повелению Государь Императора 21 апреля 1908 года строящиеся на Балтийском заводе корабли для среднего течения реки Амур включить в списки судов флота и присвоить им следующие наименования:
- 1 — «Шквал»;
- 2 — «Шторм»;
- 3 — «Смерч»;
- 4 — «Гроза»;
- 5 — «Вихрь»;
- 6 — «Тайфун»;
- 7 — «Вьюга»;
- 8 — «Ураган».

Корабли окончательно вошли в состав Амурской речной флотилии в навигацию 1910 года.
Башенные канонерские лодки типа «Шквал», оснащённые современными (на тот период) крупнокалиберными артиллерийскими системами, с дизельными двигателями мощностью в 1000 лошадиных сил, и радиусом действия до 3000 миль, показали себя лучшими в мире речными боевыми кораблями на тот период.
Во время первой мировой войны, с учётом спокойной военно-политической обстановки на Дальнем Востоке России и необходимостью усиления действующих флотов, на Европейском театре военных действий, Морской генеральный штаб приказал вывести в резерв часть кораблей. С них были сняты артиллерия, частично судовые машины и механизмы. С августа 1914 года в строю оставались только «Шквал» и «Смерч».
В конце 20-х — 30-х годах были переклассифицированы в мониторы, прошли капитальный ремонт и модернизацию.
В ходе Второй мировой войны корабли (кроме монитора «Киров») участвовали в боевых действиях на реке Сунгари. Мониторы «Свердлов» и «Сун-Ят-Сен» удостоены гвардейского звания.
В марте 1958 года все мониторы типа «Шквал» сдали в отдел фондового имущества для разборки на металлолом.

## Общее устройство
Корпус разделен водонепроницаемыми переборками на 11 отсеков и в средней части имел двойное дно. На корпусе не было надстроек, кроме боевой рубки и башен орудий. На лодках постановили по 4 нереверсивных двигателя мощностью по 250 л.с.. Дизельные двигатели соединены с гребными валами через электропередачу, которая одно из наиболее значительных новшеств, внедрённых строителями канонерских лодок.
Главные двигатели — 4 четырехтактных четырехцилиндровых дизеля производства Санкт-Петербургского завода «Людвиг Нобель» мощностью по 250 л.с. поставлены на «Грозе», «Шторме», «Вихре» и «Тайфуне». На «Урагане», «Вьюге», «Смерче» и «Шквале» — производства Коломенского завода по 260 л.с. На каждой канонерской лодке было по 3 дизель-генератора с силой тока 320 А и напряжением 105 В.
Нормальный запас 112,5 т нефти.
Радиотелеграф Морского ведомства образца 1909 г., мощность — 1 кВт.

## Тактико-технические элементы на 1917 год

### Вооружение
- Орудия главного калибра:

2 x 1 x 152-мм пушки Обуховского завода образца 1908 года длиной в 50 калибров, боекомплект 300 снарядов на два орудия
2 x 2 x 120-мм/50 пушки Виккерса образца 1905 года, боекомплект 800 снарядов на четыре орудия
- Зенитная артиллерия:

2 x 1 x 47-мм пушки Гочкиса
6 x 1 x 7,62 мм пулемётов Максима
Во время первой мировой войны с канлодок сняли двенадцать 152-мм и частично 120-мм орудия. Обратно эти орудия уже не вернулись.

### Приборы управления стрельбой
- Приборы управления стрельбой (ПУС) главного калибра схемы Гейслера, обеспечивающие прицельную наводку орудий.
- Открыто расположенный девятифутовый (2,7 м) дальномер.

### Бронирование
- Главный бортовой пояс: 76 мм (13-й — 100-й шпангоуты), 38 мм (0-й — 13-й и 100-й — 115-й шпангоуты); верхняя палуба — 19 мм; траверсы — 9,4 мм (13-й и 100-й шпангоуты);
- Боевая рубка: крыша — 19 мм, боковые стенки — 50,8 мм.

### Противоминная защита
От 13-го до 93-го шпангоута второе дно, продольные бортовые переборки (от 22-го до 93-го шпангоута).

### Рулевое устройство
- Число рулей — 2;
- Посты управления рулём: боевая рубка, четвёртый кубрик, аварийное управление на юте;

### Главная энергетическая установка
Главная энергетическая установка состояла из четырёх дизельных двигателей Коломенского завода по 260 л. с. или завода «Людвиг Нобель» по 250 л. с. Во время первой мировой войны с семи канлодок сняли по два главных дизеля для строившихся подводных лодок типа «Барс» (оснастили 14 подлодок). Естественно, обратно эти двигатели уже не вернулись.

### Движители
- Трёхлопастной гребной винт — 4 шт.

### Правсредства
- шестивёсельный вельбот
- шестивёсельный ял

### Время приготовления машин к походу
Время приготовления машин к походу:
- нормальное — 12 минут
- экстренное — 5 минут.

## Экипаж
Экипаж башенной канонерской лодки типа «Шквал» включал 117 человек.
- Командир — капитан 2-го ранга (разрешалось, в качестве поощрения, присваивать воинское звание на категорию выше штатной, то есть капитан 1-го ранга).

Данные по

## Тактико-технические элементы на 1944 год

### Вооружение
- Орудия главного калибра:

«Ленин», «Сун-Ят-Сен», «Красный Восток» — 4 x 2 x 120-мм/50 пушки Виккерса образца 1905 года длиной 50 калибров, боекомплект 1 600 снарядов на восемь орудий
«Киров», «Дзержинский», «Дальневосточный комсомолец» — 4 x 1 x 130-мм пушки образца 1913 года длиной 55 калибров, боекомплект 800 снарядов на четыре орудия
«Свердлов» — 4 x 1 x 152-мм пушки Обуховского завода образца 1908 года длиной 50 калибров, боекомплект 600 снарядов на четыре орудия
- Зенитная артиллерия:

«Ленин» — 2 х 1 x 85-мм зенитные пушки 90-К, 2 х 1 x 37-мм ЗП 70-К (3 000 снарядов на два), 5 х 1 ДШК
«Киров» — 2 x 1 x 85-мм зенитные пушки 90-К, 2 х 1 x 37-мм ЗП 70-К (3 000 снарядов на два), 4 х 1 ДШК
«Свердлов» — 2 x 1 x 85-мм зенитные пушки 90-К, 2 х 1 x 37-мм ЗП 70-К (3 000 снарядов на два), 2 х 1 ДШК и 2 х 1 ДК

### Приборы управления стрельбой
- Приборы управления стрельбой (ПУС) главного калибра схемы Гейслера, обеспечивающие прицельную наводку орудий.
- Открыто расположенные дальномеры: ДМ-3, ДМ-1,5, ДМ-0,7. На «Свердлове» вместо ДМ-3 был установлен ДМ-4.

### Бронирование
- Главный бортовой пояс: 76 мм (13-й — 100-й шпангоуты), 38 мм (0-й — 13-й и 100-й — 115-й шпангоуты); верхняя палуба — 19 мм; траверсы — 9,4 мм (13-й и 100-й шпангоуты);
- Боевая рубка: крыша — 19 мм, боковые стенки — 50,8 мм.

### Противоминная защита
От 13-го до 93-го шпангоутов второе дно, продольные бортовые переборки (от 22-го до 93-го шпангоутов).

### Рулевое устройство
- Число рулей — 2;
- Посты управления рулём: боевая рубка, четвёртый кубрик, аварийное управление на юте;

### Главная энергетическая установка
К 1944 году «Ленин» и «Свердлов» имели по два дизеля 38-КР-8 мощностью по 800 л. с. и по два 38-В-8 мощностью по 685 л. с., «Киров» имел два дизеля 38-В-8 мощностью по 685 л. с. и два — ЭДС-4 х 65 мощностью по 250 л. с. На всех вспомогательный котёл системы Вагнера паропроизводительностью 350 кг/ч.

### Движители
- Трёхлопастной гребной винт — 4 шт.
- Электродвигатель реверса гребных валов ГП-58-12 мощностью 126 кВт — 2 шт.